# 千平站

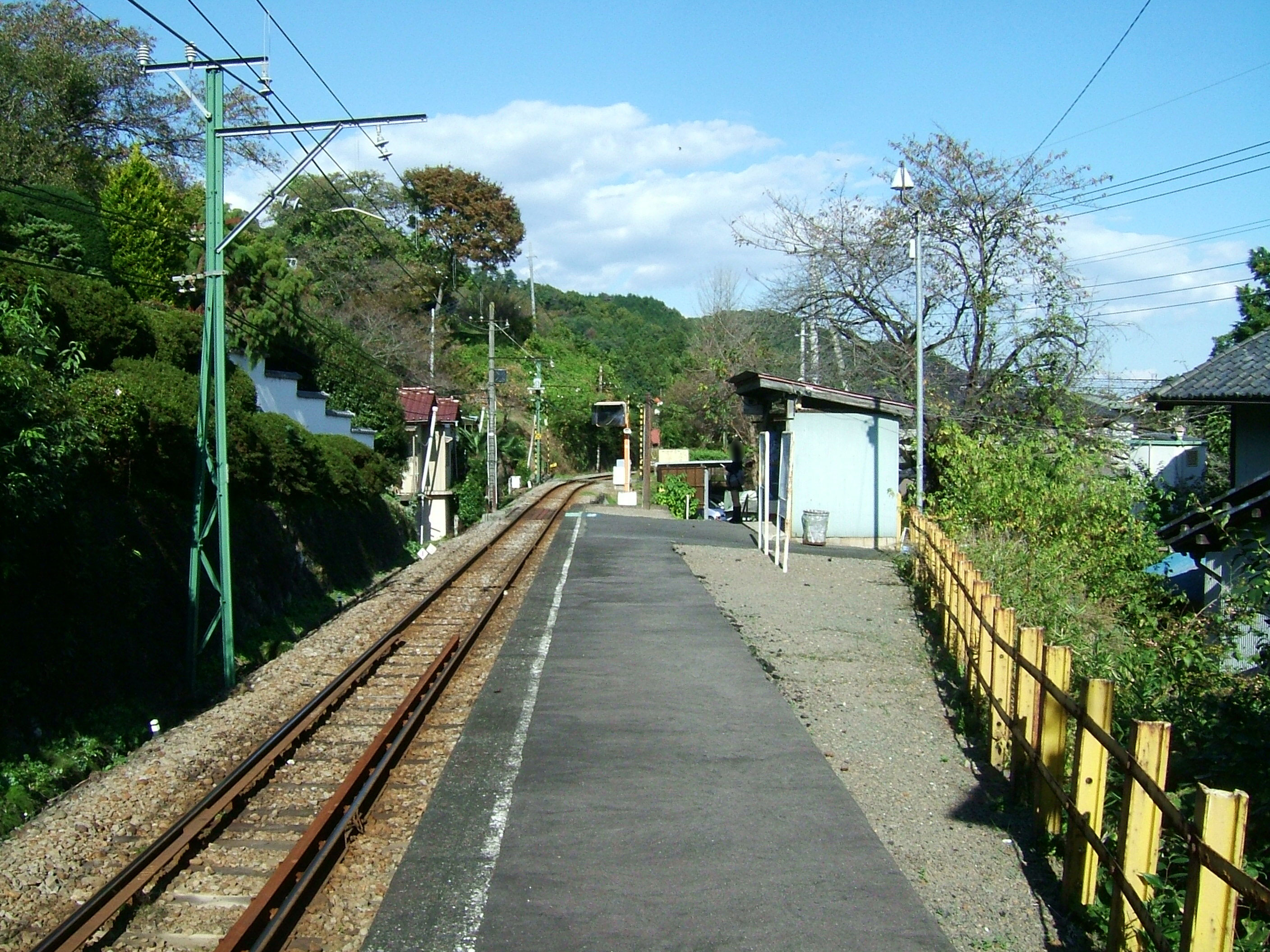
月台（2008年10月）

千平站（日语：／ Sendaira eki */?）是位於群馬縣富岡市南蛇井乙，屬於上信電鐵的上信線車站。此站在2021年根據日本土地家屋調查士會協會的測量結果，確認為全日本距離大海第四遠的車站。

## 歷史
- 1911年（明治44年）8月18日 - 車站啟用[3]。

## 車站構造
此站是地面車站，設有1面1線的單式月台。現時是無人車站。

## 使用狀況
在2019年度1日平均乘車人次為13人。
| 年度 | 1日平均 乘車人次 |
| ---- | ---------------- |
| 2007 | 31               |
| 2008 | 27               |
| 2009 | 25               |
| 2010 | 22               |
| 2011 | 18               |
| 2012 | 16               |
| 2013 | 17               |
| 2014 | 16               |
| 2015 | 14               |
| 2016 | 13               |
| 2017 | 12               |
| 2018 | 10               |
| 2019 | 13               |

## 車站周邊
車站附近設有民居和食品工場。在越過「不通橋」後到可到達國道254號，國道設有道之驛下仁田。
- 不通添谷（鏑川）
- 群馬縣道195號南蛇井下仁田線（日语：群馬県道195号南蛇井下仁田線）
- 米利（日语：コメリ）Hard & Green下仁田店
- 馬山簡易郵局

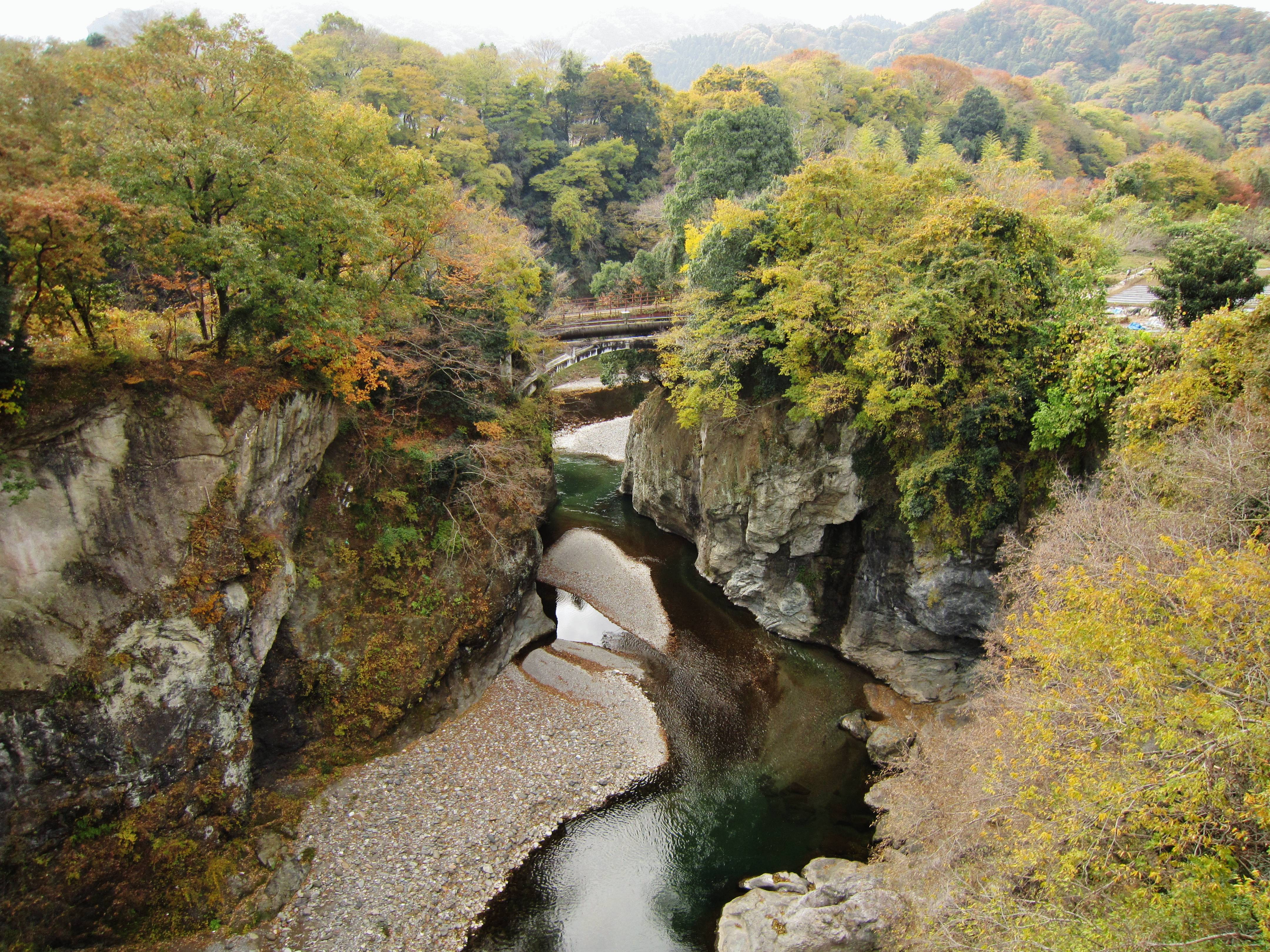
不通溪谷

## 相鄰車站
上信電鐵
上信線
南蛇井－千平－（赤津號誌站）－下仁田

## 注腳
1. ↑  . 上信電鉄株式会社. 2021-09-01  [2025-04-30]. （原始内容存档于2024-11-08） （日语）.
2. ↑  . 朝日新聞社. 2021-10-28  [2025-04-30]. （原始内容存档于2021-10-28） （日语）.
3. ↑  官報指出是20日「軽便鉄道簡易停車場設置」『官報』1911年8月29日（國立國會圖書館數碼化資料）
4. ↑  富岡市統計書

## 外部連結
- 千平 | 上信電鐵株式會社 （页面存档备份，存于）（日語）